# Линдфорс, Вивека (фигуристка)
Вивека Линдфорс (фин. Viveca Lindfors; родилась 30 января 1999 в Хельсинки) — финская фигуристка, выступавшая в одиночном катании. Бронзовый призёр чемпионата Европы (2019), чемпионка Финляндии (2019) и бронзовый призёр турниров серии «Челленджер»: Finlandia Trophy (2018) и Tallinn Trophy (2018).
По состоянию на 5 октября 2019 года занимала 17-е место в рейтинге Международного союза конькобежцев (ИСУ).

## Биография
Вивека Линдфорс родилась 30 января 1999 года в Хельсинки, Финляндия. Линдфорс родом из спортивной семьи. Её сёстры Моника и Фанни, а также младший брат Матиас занимаются фигурным катанием. Старший брат Аксель — хоккеист. Моника — чемпионка Финляндии среди юниоров в танцах на льду 2017 года (с Юхо Пириненом). Фанни — фигуристка-одиночница, чемпионка Финляндии среди юниоров 2019 года.

## Карьера

### Ранняя карьера
Линдфорс встала на коньки в 2004 году. В сезоне 2012/2013 участвовала в соревнованиях для детей, завоевав серебро на чемпионате Финляндии и бронзу на турнире Triglav Trophy, который проходил в словенском Есенице.
В сезоне 2013/2014 Линдфорс перешла на юниорский уровень. Она завоевала бронзу на чемпионате Финляндии, а затем выиграла золотые медали на турнирах Skate Helena и Dragon Trophy.

### Сезон 2014/2015: дебют на взрослых соревнованиях
Под руководством финского специалиста Вирпи Хорттаны, в октябре 2014 года Линдфорс дебютировала на юниорском этапе Гран-при в Загребе, допустив два падения в короткой и одно падение в произвольной программе, заняла итоговое восемнадцатое место. В оставшуюся часть сезона фигуристка выступала только на взрослом уровне. В ноябре на своем первом взрослом турнире серии Челленджер - Кубке Варшавы, заняла десятое место. На чемпионате Финляндии 2015 года, исполнив чисто обе программы, в итоге стала третьей, уступив Йенни Сааринен и Киире Корпи. Затем в Белграде снова выиграла турнир Skate Helena с отрывом в 22.09 балла. В феврале в норвежском Ставангере на Чемпионате северных стран после короткой программы была лишь седьмой, но выиграв произвольную программу, завоевала бронзу. Закончила свой сезон на Мемориале Hellmut Seibt, где заняла четвёртое место.

### Сезон 2015/2016: дебют на чемпионатах ИСУ
Начиная свой сезон в юниорской серии Гран-при, Линдфорс заняла одиннадцатое место на этапе Гран-при в Риге и девятое в Торуни. Затем она участвовала в турнирах серии Челленджер, заняв пятое место на Finlandia Trophy и четвёртое место в Таллине. В декабре на чемпионате Финляндии выиграв короткую программу, Вивека допустила два падения в произвольной программе, и в итоге заняла четвертое место, уступив лишь 0,13 баллов обладательнице бронзовой медали. Имея лучший результат сезона среди финских фигуристок, она была выбрана для участия в чемпионате Европы 2016 года в Братиславе. Она квалифицировалась в произвольную программу, заняв одиннадцатое место в короткой, и заняла итоговое восьмое место на дебютном Чемпионате ИСУ. В феврале Линдфорс завоевала серебряную медаль на Чемпионате северных стран 2016 года.
В марте на чемпионате мира среди юниоров 2016 года в венгерском Дебрецене Вивека финишировала на двадцать пятом месте в короткой программе и не квалифицировалась для участия в произвольной программе. В апреле она заняла двадцатое место на чемпионате мира 2016 года в Бостоне, заняв двадцать третье место в короткой и шестнадцатое в произвольной программах.

### Сезон 2016/2017
У Линдфорс были проблемы со спиной, начиная с лета 2016 года. Вивека начала свой сезон, заняв одиннадцатое место на турнире Lombardia Trophy и десятое место на Finlandia Trophy. На чемпионате Финляндии 2017 года Линдфорс завоевала бронзовую медаль, уступив Эмми Пелтонен и Йенни Сааринен. Она заняла двадцать третье место на чемпионате Европы 2017 года в Остраве. Впервые за три года осталась без медалей на Чемпионате северных стран, завершив турнир, который проходил в Рейкьявике, на шестом месте. В марте на юниорском чемпионате мира финишировала четырнадцатой. Позднее фигуристка сообщила, что у нее проблемы с сердцем.

### Сезон 2017/2018
Линдфорс начала новый сезон, заняв десятое место на этапе юниорской серии Гран-при в Латвии. В конце сентября она приняла участие в турнире Nebelhorn Trophy, финишировав на шестом месте. Этот результат позволил команде Финляндии получить квоту на Олимпийские игры. В декабре на национальном чемпионате завоевала серебро, уступив Эмми Пелтонен 4,22 балла.
В январе Вивека заняла четырнадцатое место, на пять мест ниже Пелтонен, на чемпионате Европы 2018 года в Москве. По итогам турнира была сформирована сборная команда Финляндии на Олимпийские игры и чемпионат мира. Единственную путёвку на женский Олимпийский турнир от финской сборной получила Эмми Пелтонен. Линдфорс выступила на чемпионате мира 2018 года в Милане, где заняла шестнадцатое место.
В феврале 2018 года Линдфорс завоевала награды на двух турнирах. На Чемпионате северных стран Линдфорс поднялась на высшую ступень пьедестала, обойдя, завоевавшую серебро Аниту Эстлунд на 11.19 баллов. Спустя неделю, на турнире Dragon Trophy Линдфорс финишировала на втором месте.

### Сезон 2018/2019: бронзовая медаль чемпионата Европы
Новый сезон для Линдфорс начался в Италии на турнире Lombardia Trophy. С суммой баллов 166.93 она заняла итоговое пятое место. В октябре на Челленджере Finlandia Trophy Вивека завоевала бронзу, оставив позади Станиславу Константинову с разницей 0,06 баллов. В ноябре Вивека приняла участие в Гран-при Хельсинки вместо снявшейся с турнира словацкой фигуристки Николь Райичовой. На домашнем этапе Гран-при Линдфорс финишировала на восьмом месте. На турнире в Таллине она с итоговым результатом 185.42 баллов стала третьей, уступив американке Тин Цуэй и фигуристке из России Серафиме Саханович.
Чемпионат Финляндии 2019 года стал для Линдфорс триумфальным. Вивека впервые в карьере выиграла национальное первенство.
В январе 2019 года Вивека стала бронзовым призёром чемпионата Европы в Минске. В короткой программе она набрала 65,61 балла, улучшив свой лучший результат, и стала четвёртой, уступив лишь 0,03 балла швейцарской фигуристке Алексии Паганини. В произвольной программе она заняла третье место, набрав 128,79 балла. При этом, она сумела обойти в этом сегменте олимпийскую чемпионку Алину Загитову, но по сумме уступила ей 3,94 балла и стала бронзовым призёром. Впервые с 2012 года фигуристка из Финляндии поднялась на подиум континентального первенства, на Чемпионате Европы 2012 года Киира Корпи завоевала серебро.
В марте Линдфорс должна была выступить на чемпионате мира в Сайтаме, но снялась с турнира по медицинским показаниям.

## Программы
| Сезон     | Короткая программа                                                                      | Произвольная программа | Показательные выступления |
| --------- | --------------------------------------------------------------------------------------- | --- | ------------------------- |
| 2019—2020 | - «Song for the Little Sparrow» Абель Корженёвский                                      | |                           |
| 2018—2019 | - «Wishing You Were Somehow Here Again» (из мюзикла «Призрак Оперы») Эндрю Ллойд Уэббер | - «At the End of the Day» (из мюзикла «Отверженные») Клод-Мишель Шёнберг - «I Dreamed a Dream» (из мюзикла «Отверженные») Клод-Мишель Шёнберг                    | - «Adagio» Лара Фабиан    |
| 2017—2018 | - «Wishing You Were Somehow Here Again» (из мюзикла «Призрак Оперы») Эндрю Ллойд Уэббер | - Золушка Патрик Дойл |                           |
| 2016—2017 | - Снежная Королева Туомас Кантелинен                                                    | - «Don't Cry for Me Argentina» (из фильма Эвита) Эндрю Ллойд Уэббер в исполнении Мадонны - «I See You» (из фильма Аватар) Джеймс Хорнер в исполнении Леоны Льюис |                           |
| 2015—2016 | - Снежная Королева Туомас Кантелинен                                                    | - «Don't Cry for Me Argentina» (из фильма Эвита) Эндрю Ллойд Уэббер в исполнении Мадонны                                                                         |                           |
| 2014—2015 | - «Titanium» The Piano Guys                                                             | - Серенада для струнного оркестра Пётр Ильич Чайковский |                           |

## Спортивные достижения
| Соревнования                                                           | 11/12         | 12/13         | 13/14         | 14/15         | 15/16         | 16/17         | 17/18         | 18/19         |
| Международные                                                          | Международные | Международные | Международные | Международные | Международные | Международные | Международные | Международные |
| ---------------------------------------------------------------------- | ------------- | ------------- | ------------- | ------------- | ------------- | ------------- | ------------- | ------------- |
| Чемпионаты мира                                                        |               |               |               |               | 20            |               | 16            | WD            |
| Чемпионаты Европы                                                      |               |               |               |               | 8             | 23            | 14            | 3             |
| Этапы Гран-при. Хельсинки                                              |               |               |               |               |               |               |               | 8             |
| Челленджеры. Finlandia Trophy                                          |               |               |               |               | 5             | 10            | WD            | 3             |
| Челленджеры. Lombardia Trophy                                          |               |               |               |               |               | 11            |               | 5             |
| Челленджеры. Nebelhorn Trophy                                          |               |               |               |               |               |               | 6             |               |
| Челленджеры. Tallinn Trophy                                            |               |               |               |               | 4             | 10            | 10            | 3             |
| Челленджеры. Warsaw Cup                                                |               |               |               | 10            |               |               |               |               |
| Dragon Trophy                                                          |               |               |               |               |               |               | 2             |               |
| Hellmut Seibt Memorial                                                 |               |               |               | 4             |               |               |               |               |
| Challenge Cup                                                          |               |               |               |               |               |               | 7             |               |
| Чемпионаты северных стран                                              |               |               |               | 3             | 2             | 6             | 1             |               |
| Skate Helena                                                           |               |               |               | 1             |               |               |               |               |
| Международные среди юниоров                                            |               |               |               |               |               |               |               |               |
| Чемпионаты мира среди юниоров                                          |               |               |               |               | 25            | 14            | WD            |               |
| Этапы юниорского Гран-при. Хорватия                                    |               |               |               | 18            |               |               |               |               |
| Этапы юниорского Гран-при. Латвия                                      |               |               |               |               | 11            |               | 10            |               |
| Этапы юниорского Гран-при. Польша                                      |               |               |               |               | 9             |               |               |               |
| Dragon Trophy                                                          |               |               | 1             |               |               |               |               |               |
| Чемпионаты северных стран                                              |               |               | 4             |               |               |               |               |               |
| Skate Helena                                                           |               |               | 1             |               |               |               |               |               |
| Bavarian Open                                                          | 4N.           |               |               |               |               |               |               |               |
| Triglav Trophy                                                         |               | 3N.           |               |               |               |               |               |               |
| Warsaw Cup                                                             |               | 12N.          |               |               |               |               |               |               |
| Национальные                                                           |               |               |               |               |               |               |               |               |
| Чемпионаты Финляндии                                                   | 9N.           | 2N.           | 3J.           | 3             | 4             | 3             | 2             | 1             |
| N = детский уровень; J = юниорский уровень WD = снялась с соревнований |               |               |               |               |               |               |               |               |

### Подробные результаты
На чемпионатах ИСУ награждают малыми медалями за короткую и произвольную программу. Текущие личные рекорды выделены жирным курсивом, лучшие результаты сезона выделены жирным.
| Дата                                                            | Соревнование                                | SP              | FS              | Σ               | Источники               |
| Сезон 2018/2019                                                 | Сезон 2018/2019                             | Сезон 2018/2019 | Сезон 2018/2019 | Сезон 2018/2019 | Сезон 2018/2019         |
| --------------------------------------------------------------- | ------------------------------------------- | --------------- | --------------- | --------------- | ----------------------- |
| 21–27 января 2019                                               | Чемпионат Европы 2019                       | 4 65,61         | 3 128,79        | 3 194,40        | [ 20 ] [ 21 ] [ 22 ]    |
| 16–17 декабря 2018                                              | Чемпионат Финляндии 2019                    | 1 62.89         | 1 112.02        | 1 174.91        | [ 23 ] [ 24 ] [ 25 ]    |
| 26 ноября – 2 декабря 2018                                      | Tallinn Trophy 2018                         | 3 63.56         | 3 121.86        | 3 185.42        | [ 26 ] [ 27 ] [ 28 ]    |
| 2–4 ноября 2018                                                 | Гран-при Хельсинки 2018                     | 10 52.95        | 6 106.67        | 8 159.62        | [ 29 ] [ 30 ] [ 31 ]    |
| 5–7 октября 2018                                                | Finlandia Trophy 2018                       | 6 57.69         | 2 129.50        | 3 187.19        | [ 32 ] [ 33 ] [ 34 ]    |
| 13–16 сентября 2018                                             | Lombardia Trophy 2018                       | 3 62.68         | 6 104.25        | 5 166.93        | [ 35 ] [ 36 ] [ 37 ]    |
| Сезон 2017/2018                                                 |                                             |                 |                 |                 |                         |
| 19–25 марта 2018                                                | Чемпионат мира 2018                         | 13 60.18        | 16 106.05       | 16 166.23       | [ 38 ] [ 39 ] [ 40 ]    |
| 22–25 февраля 2018                                              | Challenge Cup 2018                          | 9 50.06         | 6 99.19         | 7 149.25        | [ 41 ] [ 42 ] [ 43 ]    |
| 8–11 февраля 2018                                               | Dragon Trophy 2018                          | 1 60.79         | 2 99.68         | 2 160.47        | [ 44 ] [ 45 ] [ 46 ]    |
| 1–4 февраля 2018                                                | Чемпионат северных стран 2018               | 2 58.42         | 1 108.21        | 1 166.63        | [ 47 ] [ 48 ] [ 49 ]    |
| 15–21 января 2018                                               | Чемпионат Европы 2018                       | 14 51.62        | 17 96.27        | 14 147.89       | [ 50 ] [ 51 ] [ 52 ]    |
| 16–17 декабря 2017                                              | Чемпионат Финляндии 2018                    | 2 59.89         | 2 100.00        | 2 159.89        | [ 53 ] [ 54 ] [ 55 ]    |
| 21–26 ноября 2017                                               | Tallinn Trophy 2017                         | 4 59.03         | 15 90.75        | 10 149.78       | [ 56 ] [ 57 ] [ 58 ]    |
| 6–8 октября 2017                                                | Finlandia Trophy 2017                       | 18 43.12        | WD              | WD              | [ 59 ] [ 60 ]           |
| 27–30 сентября 2017                                             | Nebelhorn Trophy 2017                       | 5 53.75         | 6 100.35        | 6 154.10        | [ 61 ] [ 62 ] [ 63 ]    |
| 6–9 сентября 2017                                               | Юниорский этап Гран-при в Латвии 2017       | 10 46.47        | 9 90.47         | 10 136.94       | [ 64 ] [ 65 ] [ 66 ]    |
| Сезон 2016/2017                                                 |                                             |                 |                 |                 |                         |
| 15–19 марта 2017                                                | Чемпионат мира среди юниоров 2017           | 10 55.50        | 15 88.03        | 14 143.53       | [ 67 ] [ 68 ] [ 69 ]    |
| 2–5 марта 2017                                                  | Чемпионат северных стран 2017               | 9 44.04         | 5 89.71         | 6 133.75        | [ 70 ] [ 71 ] [ 72 ]    |
| 25–29 января 2017                                               | Чемпионат Европы 2017                       | 19 49.48        | 22 80.62        | 23 130.10       | [ 73 ] [ 74 ] [ 75 ]    |
| 16–18 декабря 2016                                              | Чемпионат Финляндии 2017                    | 2 52.43         | 3 86.08         | 3 138.51        | [ 76 ] [ 77 ] [ 78 ]    |
| 19–25 ноябрь 2016                                               | Tallinn Trophy 2016                         | 7 55.61         | 11 95.76        | 10 151.37       | [ 79 ] [ 80 ] [ 81 ]    |
| 6–9 октября 2016                                                | Finlandia Trophy 2016                       | 11 47.07        | 9 90.03         | 10 137.10       | [ 82 ] [ 83 ] [ 84 ]    |
| 8–11 сентября 2016                                              | Lombardia Trophy 2016                       | 9 52.71         | 12 88.24        | 11 140.95       | [ 85 ] [ 86 ] [ 87 ]    |
| Сезон 2015/2016                                                 |                                             |                 |                 |                 |                         |
| 26 марта – 3 апреля 2016                                        | Чемпионат мира 2016                         | 23 50.18        | 16 102.75       | 20 152.93       | [ 88 ] [ 89 ] [ 90 ]    |
| 14–20 марта 2016                                                | Чемпионат мира среди юниоров 2016           | 25 43.19        | FNR             | FNR             | [ 91 ] [ 92 ]           |
| 24–28 февраля 2016                                              | Чемпионат северных стран 2016               | 2 58.17         | 2 107.05        | 2 165.22        | [ 93 ] [ 94 ] [ 95 ]    |
| 25–31 января 2016                                               | Чемпионат Европы 2016                       | 11 53.92        | 8 101.57        | 8 155.49        | [ 96 ] [ 97 ] [ 98 ]    |
| 18–20 декабря 2015                                              | Чемпионат Финляндии 2016                    | 1 58.27         | 4 93.39         | 4 151.66        | [ 99 ] [ 100 ] [ 101 ]  |
| 18–22 ноября 2015                                               | Tallinn Trophy 2015                         | 8 47.09         | 3 109.97        | 4 157.06        | [ 102 ] [ 103 ] [ 104 ] |
| 9–11 октября 2015                                               | Finlandia Trophy 2015                       | 7 51.14         | 5 99.98         | 5 151.12        | [ 105 ] [ 106 ] [ 107 ] |
| 23–26 сентября 2015                                             | Юниорский этап Гран-при в Польше 2015       | 13 43.05        | 7 92.00         | 9 135.05        | [ 108 ] [ 109 ] [ 110 ] |
| 27–29 августа 2015                                              | Юниорский этап Гран-при в Латвии 2015       | 15 41.93        | 11 88.78        | 11 130.71       | [ 111 ] [ 112 ] [ 113 ] |
| Сезон 2014/2015                                                 |                                             |                 |                 |                 |                         |
| 25–28 февраля 2015                                              | Hellmut Seibt Memorial 2015                 | 8 45.28         | 3 93.97         | 4 139.25        | [ 114 ] [ 115 ] [ 116 ] |
| 11–15 февраля 2015                                              | Чемпионат северных стран 2015               | 7 39.76         | 1 100.12        | 3 139.88        | [ 117 ] [ 118 ] [ 119 ] |
| 20–24 января 2015                                               | Skate Helena 2015                           | 1 52.62         | 1 90.71         | 1 143.33        | [ 120 ] [ 121 ] [ 122 ] |
| 19–21 декабря 2014                                              | Чемпионат Финляндии 2015                    | 3 47.02         | 3 100.06        | 3 147.08        | [ 123 ] [ 124 ] [ 125 ] |
| 20–23 ноября 2014                                               | Warsaw Cup 2014                             | 10 41.04        | 8 78.92         | 10 119.96       | [ 126 ] [ 127 ] [ 128 ] |
| 8–11 октября 2014                                               | Юниорский этап Гран-при в Хорватии 2014     | 17 38.84        | 20 66.04        | 18 104.88       | [ 129 ] [ 130 ] [ 131 ] |
| Сезон 2013/2014                                                 |                                             |                 |                 |                 |                         |
| 27 февраля – 2 марта 2014                                       | Чемпионат северных стран 2014 среди юниоров | 7 39.04         | 4 78.50         | 4 117.54        | [ 132 ] [ 133 ] [ 134 ] |
| 6–9 февраля 2014                                                | Dragon Trophy 2014 среди юниоров            | 1 45.43         | 1 93.84         | 1 139.27        | [ 135 ] [ 136 ] [ 137 ] |
| 21–25 января 2014                                               | Skate Helena 2014 среди юниоров             | 1 45.22         | 1 95.12         | 1 140.34        | [ 138 ] [ 139 ] [ 140 ] |
| 13–15 декабря 2013                                              | Чемпионат Финляндии 2014 среди юниоров      | 4 44.74         | 3 83.61         | 3 128.35        | [ 141 ] [ 142 ] [ 143 ] |
| WD = снялась с соревнований FNR = не прошла в финальный сегмент |                                             |                 |                 |                 |                         |